# Titanoboa cerrejonensis
Titanoboa cerrejonensis је врста змија која је живела пре отприлике 58 до 60 милиона година, у Палеоцену. Припада роду Titanoboa и представља највећу змију икада откривену. Поређењем облика и величине фосилизованих пршљенова и ребара ове врсте са пршљеновима и ребрима данашњих змија, научници су дошли до закључка да је новооткривена врста била дугачка око 13 m, тешка око 1.135 kg и да је на најдебљем делу свог тела била ширине људског струка. Фосили 28 јединки ове врсте су пронађени у рудницима угља у Серехону (шп. Cerrejón) у северној Колумбији 2009.
Фосили врсте Titanoboa cerrejonensis су пронађени у оквиру експедиције тима међународних научника, на челу са Џонатаном Блоком (енгл. Jonathan Bloch), палеонтологом кичмењака са Универзитета на Флориди, и Карлосом Харамијом (шп. Carlos Jaramillo), палеоботаничаром са Смитсоновог тропског истраживачког института из Панаме.